# Birkumgård
Birkumgaard er en gammel hovedgård i den østlige ende af landsbyen Gjøl ved Limfjorden.
Den var oprindeligt klostergods under Børglum, siden krongods og siden 1669 i privateje.
Gården ligger i Gjøl Sogn i Jammerbugt Kommune, Region Nordjylland, i det tidligere Hvetbo Herred, Hjørring Amt.

## Ejere
- 1465 Børglum Kloster
- 1536 Kronen
- 1543 Niels Pedersen
- 1669 Jochim v. Debbern
- 1670 Fru Gese
- 1704 Eva Marie Jepsen
- 1713 Niels Laursen Bjerregaard
- 1722 Bodil Heug
- 1740 Laurids Bjerregaard
- 1759 Jens Jacobsen Gleerup til Rødslet
- 1799 Kirstine Jespersdatter Lykke
- 1803 Severin Gleerup til Vang
- 1813 Esben Bruun til Villerup
- 1829 Kasse Marie Bruun f. Zeuthen
- 1832 Carl Johs. Bruun
- 1876 Cecilie Bruun f. Kjellerup
- 1881 Niels Winde Kjellerup
- 1899 Johan Honnens de Lichtenberg
- 1911 Frands Frandsen
- 1913 Martin P. Clausen
- 1915 Jesper Jørgen Jespersen
- 1915-1922 Forskellige ejere (J. P. Stenholm, A.O. Øllgaard, F. Iversen)
- 1922 Jens Severin Pedersen Ravn (17.10.1922 - 1.3.1939)
- 1954 Vagn Kastrup
- 1971 Arne Giessing
- 1991 Frits F. Undall-Behrend

2020 Mads Westergaard